# Thomas Brown (politiker)

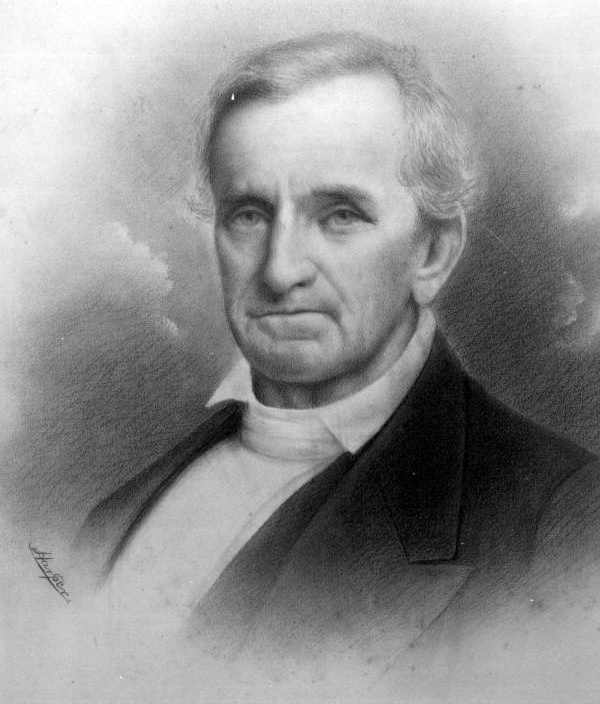
Thomas Brown

Thomas Brown, född 25 oktober 1785 i Westmoreland County, Virginia, död 24 augusti 1867 i Tallahassee, Florida, var en amerikansk politiker (whig). Han var guvernör i delstaten Florida 1849-1853.

## Tidig karriär
Brown deltog i 1812 års krig som adjutant åt brigadgeneralen John Hungerford. Han arbetade sedan som ledande tjänsteman (chief clerk) på postkontoret i Richmond, Virginia och uppfann en brevlåda för användning på postkontoret. Han var ledamot av Virginias lagstiftande församling 1817-1828. Han flyttade 1828 till Floridaterritoriet. Han lät bygga hotellet Brown's Inn i Tallahassee. Hotellbyggnaden blev färdig 1834 och hotellet kallades senare The City Hotel, sedan Adelphi och därefter Morgan Hotel. Byggnaden brann ner 1886.
Brown fortsatte på sin politiska karriär och valdes 1834 till Floridaterritoriets revisor. Han deltog i 1839 års konstitutionskonvent och var ledamot av underhuset i delstaten Floridas första lagstiftande församling.

## Guvernör i Florida
Brown besegrade demokraten William Bailey i guvernörsvalet i Florida 1848. Han efterträdde William Dunn Moseley som guvernör i oktober 1849. Som guvernör försökte Brown att förbättra delstatens transportsystem. Han profilerade sig dessutom inom utbildningspolitiken och undertecknade 6 januari 1853 en lag som försåg den högre utbildningen med delstatens pengar. Lagen möjliggjorde grundandet av University of Florida. Han övervägde också möjligheterna att omvandla Everglades till bördig åkermark men ingenting gjordes åt de planerna. Under Browns tid som guvernör utvecklades den senare staden Fort Myers till en by. Brown efterträddes som guvernör av James E. Broome.
Brown lämnade politiken efter sin tid som guvernör. Hans grav finns på Old City Cemetery i Tallahassee.